# Kustodia warszawska
Kustodia warszawska (poprzednia nazwa: kustodia warszawsko-lubelska) – jedna z 2 diecezji Kościoła Katolickiego Mariawitów, ze stolicą w Warszawie. Kustoszką diecezji jest biskupka Hanna Maria Rafaela Woińska.

## Parafie
- parafia Przenajświętszego Sakramentu w Długiej Kościelnej
- parafia Przenajświętszego Sakramentu w Goździe
- parafia Matki Boskiej Nieustającej Pomocy w Michałowie
- parafia Matki Boskiej Nieustającej Pomocy w Pogorzeli
- parafia Matki Boskiej Nieustającej Pomocy w Warszawie, proboszcz: bp Hanna Maria Rafaela Woińska

## Nieistniejąca parafia
- parafia Przenajświętszego Sakramentu w Gocławiu